# ماري چين غوثري
ماري جين جوثري (13 ديسمبر 1895- 22 فبراير 1975) كانت عالمة حيوان واختصاصي سيتولوجيا أمريكية معروفة بدراستها السيتوبلازم في الخلايا التناسلية والغدد الصماء.

## النشأة والتعليم
ولدت ماري في نيو بلومفيلد بولاية ميسوري. تخرجت من جامعة ميسوري بدرجة البكالوريوس عام 1916 حصلت على درجة الماجستير عام 1918، ثم حصلت على درجة الدكتوراه في علم الحيوان في كلية برين ماور عام 1922. أثناء عملها للحصول على درجة الدكتوراه، عملت غوثري كمدرسة ومدربة في علم الحيوان.

## الحياة المهنية والأبحاث
بعودتها إلى ميسوري بعد حصولها على درجة الدكتوراه، أمضت غوثري معظم حياتها المهنية في جامعتها الأم، وأصبحت أستاذة مساعدة في عام 1922، أستاذة مشاركة في عام 1927، وأخيرا أصبحت أستاذة في عام 1937. عُرفت غوثري بكتابتها عن علم الحيوان. ألفت العديد من الكتب المدرسية حول هذا الموضوع والتي تم استخدامها على نطاق واسع. غادرت غوثري جامعة ميسوري إلى جامعة واين ستيت في ديترويت في عام 1950، وبقيت هناك حتى تقاعدها عام 1960. في عام 1951 تم تعيينها في نفس الوقت في معهد ديترويت لأبحاث السرطان. كما قامت باستزراع نسيج المبيض في المختبر، وكان هذا إنجازا كبيرا في ذلك الوقت، واستخدمت الانسجة التي استزرعتها لدراسة سرطان المبيض.
على الرغم من نجاحها، حُرمت غوثري من التمويل بسبب جنسها، بما في ذلك حالة واحدة لم تحصل فيها على تمويل من مؤسسة روكفلر.

## الأوسمة والجوائز

### عضويات مهنية
- الجمعية الأمريكية لعلماء الحيوان.
- الرابطة الأمريكية لعلماء التشريح.
- جمعية علم الوراثة الأمريكية.
- الرابطة الأمريكية لعلماء الثدييات.
- جمعية زراعة الأنسجة.

### الزمالات والجوائز
- زميل الجمعية الأمريكية لتقدم العلوم.
- زميل الجمعية الأمريكية لعلماء الطبيعة.
- محرر مجلة الصرف (1944-1947).

## وظائف شغلتها
- علم الحيوان العام، شركة John Wiley & Sons Incorporated، 1963
- علم الحيوان، وايلي، 1957
- مدير مختبر في General Zoölogy،بيبليوبازار،2011، (ردمك 9781178816655)

## روابط خارجية
- معرض رادكليف "Women in Science"، (1936)". السجلات، 1935-1940: A Finding Aid